# Truet art
En truet art betegner en art af en levende organisme, der er i fare for at uddø. De truede arter kommer på en såkaldt rødliste, der spænder fra Uddød til Ikke truet.
En art tilhører kategorien "truet", hvis den ikke er kritisk truet (CR), men der alligevel er en meget stor risiko for, at den vil uddø i den vilde natur. Kategorien havde tidligere navnet Moderat truet.
For eksempel, se Kategori:IUCN Rødliste - truede arter